# بيل باين (مخرج)
بيل باين (بالإنجليزية: Bill Bain)‏ هو مخرج أسترالي، ولد في 18 ديسمبر 1929، وتوفي في 22 فبراير 1982.

## وصلات خارجية
- بيل باين على موقع IMDb (الإنجليزية)
- بيل باين على موقع ألو سيني (الفرنسية)
- بيل باين على موقع أول موفي (الإنجليزية)
- بيل باين على موقع قاعدة بيانات الفيلم (الإنجليزية)
- بيل باين على موقع كينوبويسك (الروسية)